# 莱内港
莱内港（法語：Port-Lesney，法語發音：[pɔʁ lɛnɛ]）是法国汝拉省的一个市镇，位于该省东北部，属于多勒区。该市镇总面积10.91平方公里，2009年时的人口为548人。

## 地名
莱内港位于卢河左岸，历史上曾为商业口岸。

## 交通
法国国道N83线和汝拉省省道D48线、D48E2线经过境内。

## 人口
莱内港人口变化图示